# Strada principale 4
La strada principale 4 (H4; in tedesco Hauptstrasse 4; in francese route principale 4) è una delle strade principali della Svizzera.

## Percorso
La strada n. 4 è definita dai seguenti capisaldi d'itinerario: "Bargen - Sciaffusa - Bülach - Zurigo (Leimbach) - Adliswil - Baar - Zugo - Lucerna - Horw - Hergiswil - Sarnen - Brünig - Brienzwiler - strada principale n. 6".